# ロシアによるハルキウ州占領

2022年11月5日時点でのロシアのウクライナ占領地域

ロシアによるハルキウ州占領（ロシアによるハルキウしゅうせんりょう）、公式には「ハリコフ州軍民行政府」は、ロシア軍がウクライナに侵攻し、ハルキウ州の一部を制圧し、占領し始めた2022年2月24日に始まった継続中の軍事占領である。ロシア軍は、州都のハルキウを制圧することはできなかったが（ハルキウの戦い）、イジューム、クプヤンシク、バラクリヤなどの他の主要都市はロシア軍に占領された。2月25日にチュフイウ市はロシア軍に占領されたが、3月7日にはウクライナ軍が奪還した。2022年11月現在、ロシア軍はハルキウ州のごく一部の土地しか占領していない。
2022年9月初旬、ウクライナは大規模な反撃を開始し（2022年ウクライナの東部反攻）、この地域のいくつかの集落を奪還し、多数の軍または軍民行政府を終わらせた。 9月11日までに、ロシアはイジューム、クプヤンシク、ヴォフチャンスクなど、州内で以前占領していた集落のほとんどから撤退した。ロシア国防省は、イジュームとバラクレヤに方面に展開していたロシア軍部隊を、主目標とするドネツク州に差し向ける「再編成」を行うと発表した。
もともとクピアンスクに拠点を置いていたハルキウ州軍民行政府は、2022年9月8日にヴォフチャンスクに移転したが、2022年9月11日にウクライナ軍がヴォフチャンスクを奪還したことで崩壊した。 2022年9月13日、ウクライナ軍はオスキル川を渡り、複数の場所に陣地を設置したと伝えられた。 2022年9月16日、ウクライナ軍は、オスキル川の東側にあるクプヤンシクの姉妹都市クプヤンシク＝ヴズロヴィイを奪還したと主張した。2022年9月18日の時点で、ロシア軍はオスキル川の東にあるハルキウ州の小さな一帯のみを占領していた。
2022年10月3日、ロシア軍はNyzhche Solone、ピドリーマン、Nyzhnya Zhuravka、ボロヴァ、Shyikivkaから逃亡し、ウクライナ当局はハルキウ州のほぼ全ての支配権を取り戻すことができた。同日、ハルキウ州のロシアの軍民行政府は事実上崩壊した。

## 占領
2022年7月8日、ヴィタリー・ガンチェフは、ハルキウはロシア領土の「譲ることのできない」部分であり、住民投票によってハルキウがロシア連邦に併合されることを意図していると述べた。しかし、8月11日にガンチェフは、ロシア24テレビチャンネルに対し、この地域でロシアの支配下にあるのは「わずか20パーセントで、それ以上ではない」ため、ロシア軍が支配するハルキウ州の領土の当局は、ロシア加盟に関する住民投票について議論する準備がまだ整っていないと語った。 ウクライナの情報機関によると、ウクライナの反撃の前に、ロシアは11月にハルキウ州で住民投票を行い、賛成票を75%にする計画を立てていた。

### イジューム
イジューム市は2022年4月1日にロシア軍に占領され（イジュームの戦い）、同市のロシアによる軍事占領が始まった。
2022年4月3日、ウクライナ政府は、ウクライナ市民がイジュームで第3自動車化狙撃師団のロシア兵に毒入りケーキを渡した後、ロシア兵2人が死亡し、28人が搬送されたと発表した。
2022年4月4日、ガーディアン紙は、住民と軍関係者による目撃報告に基づいて、イジュームの近くで激しい戦闘が続いていると報じた。ガーディアンによると、都市の住民は、電気、暖房、水道の水がない地下室で3週間生き延びたという。報告書はまた、ロシアの兵士は、銃の所有者、裕福な人々、およびビジネスマン、活動家、軍人、彼らの家族などの「危険」とみなされたその他の人々を「捜索」するための用意された個人リストを持っていたと主張した。ロシア軍はまた、市内で利用可能な食料や医薬品が不足している中、人道支援の車列の通過を禁止したとして非難された。
2022年4月10日、複数の米国防当局者は、ロシア軍がイジュームとドニプロの間の攻撃作戦に備えてイジュームに集結していると述べた。ロシア軍は、4月5日からキーウ軸とスームィ軸からイジュームに部隊を再配置していたと伝えられている。
2022年4月18日、ウクライナはイジューム地域内またはその近くの「多数の集落」を奪還したと主張した。市内のロシア軍は、ロシア連邦の領土への市民の大量追放を開始していた。
2022年4月21日、ロシアはヴィタリー・ガンチェフをハルキウ州軍民行政府長官に任命した。8月19日、Andrey Alekseyenkoがハルキウ州軍民行政府の第一副長官兼首相に任命された。
ウクライナは9月上旬にハルキウ地域で反撃を開始し、2022年9月10日にイジュームを奪還、軍民行政府とロシアによる同市の占領を終わらせた。

### Velykyi Burluk
Velykyi Burlukの集落は、2022年3月のある時点でロシア軍に占領された。ロシアは軍事占領を開始し、後に軍民行政府を設立した。2022年4月8日、ロシア軍は、装甲車とトラックの約21キロの車列を（Velykyi Burlukを）通過させた。2022年7月11日、ロシアが任命したVelykyi Burlukの軍民行政府指導者のエフゲニー・ユナコフが自動車爆弾で暗殺された。
ハルキウ州軍民行政府代表のヴィタリー・ガンチェフは、Velykyi Burlukが砲撃を受けたと述べ、市民に避難するよう勧告した。
9月11日までに、ウクライナ軍は村を奪還し、ロシアによる占領を終わらせた。

### バラクリヤ
バラクリヤの町は、ロシア侵攻初期の2022年3月3日に親ロシア部隊によって占領された。
2022年9月6日、ウクライナ軍はバラクリヤ方面で大規模な反撃を行い、ヴェルビフカ、ノヴァ・フサリフカ、Bayrakを含む近くの集落や郊外を解放した。
2022年9月8日までに、ウクライナ軍は街を完全に奪還した。その後、ゼレンスキーが投稿した動画には、バラクリヤの建物の上に立つウクライナ兵の姿が映され、そのそばにウクライナ国旗が掲げられ、兵士の前の地面にはロシア国旗が置かれていた。
9月9日、ウクライナ軍参謀本部は、6日からの3日間でハルキウ州東部のロシア軍の占領地内へ50キロ前進したと発表した。ウクライナ軍は既にクプヤンシクの道路と鉄道ハブの郊外にいるため、南にあるイジュームへのロシアの補給・通信線を切断する可能性があった。
9月10日、ウクライナはバラクリヤ市を完全に奪還し、同市の軍事占領を終わらせた。

### ザリズニチネ
9月12日、ウクライナ当局は、ロシア軍から奪還したザリズニチネ村で、「拷問の痕」がある市民4人の遺体が発見されたと明らかにし、これまでの捜査でこの4人はロシア軍が村を制圧した際に殺害されたことが分かっているという。